# 옥타비우
옥타비우 메를루 만테카(포르투갈어: Octávio Merlo Manteca, 1993년 12월 29일 리우데자네이루 ~ )는 옥타비우(Octávio)라는 이름으로 알려져 있는 브라질의 축구 선수이다. 포지션은 미드필더이며 현재는 CSKA 1948에서 뛰고 있다.

## 클럽 경력
리우데자네이루에서 태어난 옥타비우는 보타포구에서 선수 생활을 시작했고 2013년에 데뷔전을 치렀다. 다음 시즌에 헤젠지전에 출전했지만 인상적인 활약을 보이는데는 실패했다.
그는 2014년 시즌이 끝날 때까지 ABC로 임대되었다. 시즌 종료 이후에 친정 팀인 보타포구로 복귀하여 9경기에 출전해 4골을 넣었다.
이탈리아 축구 클럽 피오렌티나가 세리에 A 2014-15 시즌 동안 그를 임대했다.